# Pedro da Silva (capitão)
D. Pedro da Silva ou Pero da Silva (c. 1554 - 1578 ?),  capitão de Tânger e Capitão de Arzila.
D. Pedro da Silva, era da família dos Senhores de Vagos (seu pai Diogo da Silva (c. 1525 - 26 de setembro de 1556), filho primogénito do 6° senhor de Vagos, não chegando a aceder ao título por têr morrido antes, foi seu filho Lourenço da Silva que se tornou o 7° Senhor de Vagos) ; e dos Barões de Alvito, por sua mãe D. Antónia de Vilhena (filha de D. Diogo Lobo da Silveira, 2º barão de Alvito). Uma sua irmã, Leonor da Silva casou com D. Duarte de Meneses, que  foi capitão de Tânger, antes de assumir o vice-reinado da Índia.

## Capitão de Tânger
Foi na ocasião da partida do mesmo D. Duarte de Meneses para o reino, em 1574 chamado pelo rei D. Sebastião, que D. Pedro da Silva que se encontrava em Tânger, assumio a capitania interim da cidade. Em 20 de Agosto de esse ano o rei de Portugal veio visitar Tânger e Ceuta, acompanhado de D. Duarte que tornou a assumir o governo. Ficou um mez no norte de África, e voltou para Portugal com D. Duarte. «Recaíu pela segunda vez o governo a D. Pedro da Sylva, de quem não sabemos mais que haver sucedido em seu tempo a lastimosa perda do rei D. Sebastião».
D. Duarte voltou esse ano, ou o ano seguinte.

## Capitão de Arzila
Em 1576, ou 1577 D. Pedro encontrava-se em Arzila, como novo governador daquela praça. Diz Fr. Bernardo da Cruz na sua Chronica de ElRei D. Sebastião : «passou esta entrega d'Arzila no anno de setenta e sete (...). D. Duarte de Menêzes, como tomou posse de Arzila, não se sahio delle, até não ter recado de elrei ; mas porque Tangere ficava sem capitão na absencia de dom Duarte, ficando lá sua mulher e filhos, mandou elrei a Pero da Silva por capitão a Tangere, por ser cunhado de Dom Duarte e irmão de Dona Leanor da Silva, sua mulher ; e como se esperava que o Xarife havia de vir a Tangere, e esperar ahi a elrei, mandou elle, a dom Duarte se tornasse a Tangere pera agasalhar ao Xarife, e a Pero da Silva por capitão de Arzila.

## Álcácer Quibir
Enquanto se deu a batalha, na qual D. Duarte servia como mestre-de-campo-general; D. Pedro voltou a Tânger. O mesmo Frei Bernardo da Cruz, evoca-o no seu capítulo LXXV da mesma crónica, intitulado Dos sinais que houve do infeliz sucesso delrei e do seu desbarate : «(...) no qual dia, afirmão muitos homens de Tangere chover algumas gotas de sangue na cidade. Assim mesmo se affirma, no mesmo dia, se ouvira em Tangere grande estrepito de armas, com tiros e golpes tão fortes, que se sentião claramente ; de maneira que muitos cuidárão, no mar perto de Tangere haver algum recontro de galés, e affirmavão e temião Pero da Silva, que de Arzila vinha por mar servir de capitão de Tangere, e acompanhar sua irmã dona Leonor da Silva, mulher de dom Duarte, capitão da mesma cidade, haver sido salteado de algumas galés naquella costa, e na defensão, que fazia aquelle estrepito de armas, que tão claramente se ouvia.»
Capitaneou a praça algum tempo, depois da batalha : « na cidade por el Rey estava, segurando-a dos receios que com rezão pudera ter da determinação do Xarife.»
Em 7 de Setembro desse ano de 1578, foi substituido por Jorge de Mendonça, ou por ter morrido (algumas fontes indicam essa ano como o da sua morte), ou para voltar à capitania de Arzila... segundo outras fontes.  Arzila cuja existência «deve ter sido obscura nestes anos de "apagada tristeza"», ainda ficou portuguesa até 1589, ano em que foi entregue a Amade Almançor Saadi.